# 1134
Cette page concerne l'année 1134  du calendrier julien.
L'année 1134 est une année commune qui commence un lundi.

## Événements
- Septembre : incursion des croisés de Foulques V d’Anjou dans le Hauran. L’Atabey de Damas Ismaël provoque son retrait par une contre offensive sur le royaume de Jérusalem. Une paix temporaire est signée[1]. Ismaël n’écoute guère les conseillers de son père ni de son grand-père Tughtekin. Il lève de nouveaux impôts, ce qui provoque l’hostilité des Damascènes. Un vieil esclave, Ailba, autrefois au service de Toghtekin, tente alors de l’assassiner. Ismaël lui fait avouer les raisons de son acte et les noms de ceux qui selon lui, souhaitent sa mort. Ismaël les fait arrêter et exécuter. Soupçonnant jusqu’à son frère Sawinj, Ismaël le fait périr d’inanition dans une cellule. Il est engagé dans un cycle infernal, chaque exécution en entraînant d’autres pour se prémunir contre de nouvelles vengeances. Conscient de ne pouvoir prolonger cette situation, il décide de livrer Damas à Zanki[2].

- Expédition du général Yue Fei en Chine du Nord. Les Song récupèrent Xiangyang et quelques autres villes sur les Jürchen[3].
- Famine au Japon à la suite d’inondations[4].

### Europe
- 4 juin : victoire de Erik II Emune (le mémorable) sur le roi Niels de Danemark à Fotevik[5]. Il devient roi du Danemark (fin en 1137). Il lutte contre les pirates de l’île de Rügen et prend Arkona.
- 17 juillet : Alphonse Ier d’Aragon est battu à la bataille de Fraga contre les Almoravides[6].

- 9 août : victorieux à la bataille de Färlev, Magnus IV chasse son compétiteur Harald IV de Norvège. Ce dernier reçoit l'appui d'Éric II de Danemark, brouillé avec Magnus IV qui avait répudié sa nièce, et revient en Norvège. Magnus est capturé par surprise en janvier 1135 à Bergen[7].

- 3 septembre : incendie du Mans[8].
- 5 septembre : incendie de Chartres[9].

- 7 septembre : mort d’Alphonse Ier d’Aragon[10]. Son frère Ramire II le Moine, qui vient d’être nommé évêque mais n’a pas été intronisé, lui succède comme roi d’Aragon (fin de règne en 1137, mort en 1154). Garcia Ramirez le Restaurateur, est élu roi de Navarre par la noblesse à Pampelune (fin de règne en 1150)[11]. Il raffermi le royaume de Navarre après soixante ans de domination aragonaise. Tudela est reprise à l’Aragon par la Navarre.
- 1er octobre[12] : un raz-de-marée ouvre un chenal jusqu’à la baie du Zwin, de sorte que la ville de Bruges a désormais un accès direct à la mer du Nord. Ce raz-de-marée a d’autres conséquence, comme le morcellement de la Zélande et la destruction d'un cordon de dunes au sud de La Haye[13].

- L'été est l'un des plus secs du millénaire ; le Rhin est à sec[14] (et la Sambre à Namur durant un jour[14]).
- Lothaire III investit Albert Ier de Ballenstädt, l’Ours de l’Altmark[15]. Celui-ci deviendra le premier margrave de Brandebourg (1157-1170) et fonde la dynastie des Ascaniens.
- Charte de Lorris, première charte de franchises connue en France[16], confirmée en 1155.